# 托木河
托木河（羅馬化：Tom'）是鄂毕河上游的一条河流，在托木斯克附近汇入鄂毕河左岸。主要依靠融雪补给，最大流量3960 m3/s（汇口处）。封冻期近半年，自每年10月或11月初至次年4月下旬或5月上旬。左岸主要支流有姆拉苏河、孔多马河、乌尼加河；右岸主要支流有：乌萨河、上捷尔西河、中捷尔西河、下捷尔西河、泰栋河等。